# Il pianoforte impazzito
Il pianoforte impazzito (Piano Lessons Can Be Murder) è il tredicesimo numero della serie horror per ragazzi Piccoli brividi, scritta da R. L. Stine.

## Trama
Jerome "Jerry" Hawkins, un dodicenne a cui piace molto fare scherzi, si è appena trasferito in una nuova casa con i suoi genitori, molto grande e vecchia. Nella soffitta della casa scopre un bel pianoforte antico. Presto, Jerry si accorge che di notte quel piano inizia a suonare apparentemente da solo. Non riesce però a scoprire chi sia a suonare il piano, né viene creduto dai suoi genitori, che credono si tratti di uno dei suoi soliti scherzi.
Successivamente il padre di Jerry chiede al figlio se gli piacerebbe imparare a suonarlo. Jerry accetta e, dopo aver fatto portare il pianoforte in salotto, inizia a prendere lezioni di piano dal dottor Shreek, un uomo grande e grosso dall'andatura rigida e molto somigliante a Babbo Natale. Il dottor Shreek si dice sempre soddisfatto dall'apprendimento di Jerry e sostiene ogni pochi minuti che ha “ottime mani”. Una notte Jerry riesce infine a scoprire che a suonare il piano di notte è il fantasma di una donna, la quale afferma che il pianoforte è suo e gli intima di stare lontano. Di nuovo, non viene creduto dai genitori, che lo portano da uno psicanalista. 
Il dottor Shreek propone a Jerry di continuare le lezioni presso la sua scuola di musica anziché a casa sua. La scuola di musica è un grande edificio vecchio e labirintico che Jerry trova subito molto inquietante. Non vi vede neanche uno studente, solo insegnanti che muovono la testa a ritmo di musica. La prima volta Jerry viene assalito da un orribile mostro metallico, che si rivela però essere solo una macchina per pulire il pavimento. Il dottor Shreek, durante la lezione, dice a Jerry che è costruirla è stato il signor Toggle, il custode della scuola, nonché un inventore geniale. Presto Jerry conosce anche il signor Toggle, che gli mostra qualche sua altra invenzione.
Kim Li Chin, una nuova amica di Jerry, lo informa che girano brutte storie sulla scuola di musica che frequenta, riguardo a persone che vi sono entrate e non ne sono più uscite. Lui non le crede, finché una notte non incontra di nuovo la donna fantasma che suona il piano, la quale afferma che quelle dicerie sono invece vere e gli mostra che al posto delle mani ha due orribili moncherini.
Recatosi un’ultima volta alla scuola di musica, Jerry dice al dottor Shreek che non vuole più seguire le sue lezioni, ma egli reagisce violentemente, dicendo a Jerry che non può andarsene, perché le sue “ottime mani” gli servono. Dandosi alla fuga, Jerry incontra ancora il signor Toggle, il quale “spegne” il dottor Shreek, rivelando che non era altro che un automa di sua fabbricazione. Anche lui però, dice a Jerry che gli servono le sue mani. Afferma di essere un grande amante della musica e che gli occorrono molte mani per suonarla, ma sono troppo complicate per costruirle ed è quindi costretto ad usare quelle reali. Tentando ancora di fuggire, Jerry entra in un’aula dove scopre con orrore che anche gli insegnanti della scuola sono robot e che i vari strumenti sono suonati da mani umane senza corpo. Messo alle strette, Jerry viene inaspettatamente salvato dalla donna fantasma, che gli rivela di essere stata una delle tante vittime del signor Toggle. Essa evoca dai pianoforti tutti gli spettri delle persone a cui il signor Toggle aveva strappato le mani, i quali assalgono il malefico inventore e lo trascinano via verso la sua fine.
Qualche tempo dopo Jerry ha lasciato perdere il pianoforte ed ha una nuova passione: il baseball. È infatti un buon corridore e battitore, e i suoi amici si complimentano sempre con lui per avere delle "ottime mani".

## Personaggi
- Jerome "Jerry" Hawkins: il protagonista della storia, sempre pronto a fare scherzi.
- Dr. Shreek: lo strano insegnante di pianoforte di Jerry, un uomo grosso dall'andatura rigida molto somigliante a Babbo Natale. Si rivela essere un automa creato da Toggle.
- Andrew Toggle: il portinaio della scuola di musica del Dr. Shreek. È un inventore geniale ed ha creato Shreek e gli altri automi nella scuola con il fine di rubare agli studenti le loro mani. Nell'episodio televisivo è chiamato Andrew, ma nel libro non vi è conferma di questo, dato che non viene mai chiamato per nome.
- Kim Li Chin: una coetanea di Jerry, conosciuta nella sua nuova scuola. È lei a mettere in guardia Jerry sulle strane voci sulla scuola di musica.
- Mr. Hawkins: il padre di Jerry.
- Mrs. Hawkins: la madre di Jerry.
- Dr. Frye: lo psichiatra a cui gli Hawkins si rivolgono perché convinti che Jerry abbia delle allucinazioni.
- Bonkers: la tremenda gatta degli Hawkins.

## Episodio TV
Da questo libro è stato tratto l'episodio omonimo della serie televisiva Piccoli Brividi, sebbene presenti qualche differenza rispetto alla versione cartacea.

## Edizioni
- R. L. Stine, Il pianoforte impazzito, traduzione di Elena Skall, collana Piccoli brividi, Arnoldo Mondadori Editore, 1995,  p. 143, ISBN 88-04-40271-7.